# Dipyrena juncea
Dipyrena juncea es una especie de planta herbácea  de la familia Verbenaceae. Es nativa de Sudamérica donde se distribuye por Chile y Argentina.

## Descripción
Son arbustos que alcanzan un tamaño de hasta 4,5 m de altura. Las hojas de 1-3 cm de largo por 3-8 mm de ancho. Las inflorescencias de 3-4 cm en floración y hasta 7 en fructificación. Los frutos subesféricos de 3 x 2 mm.

## Taxonomía
Dipyrena juncea fue descrita por (Gillies & Hook.) Ravenna y publicado en Onira 11: 44. 2008.
Sinonimia
- Baillonia juncea (Miers) Benth.
- Citharexylum germainii Briq.
- Diostea chamaedryfolia Hook.f.
- Diostea infuscata Miers
- Diostea juncea (Gillies & Hook.) Miers
- Diostea valdiviana (Phil.) Miers
- Dipyrena dentata Phil.
- Dipyrena infuscata (Miers) Ravenna
- Dipyrena valdiviana Phil.
- Lippia juncea (Gillies & Hook.) Schauer
- Verbena juncea Gillies ex Hook basónimo[3][4]